# Franciszek Borzęcki
Franciszek Borzęcki  herbu Półkozic (zm. 9 października 1743 roku) – podstoli wielki litewski w 1732 roku, starosta żydaczowski w latach 1730–1740, skarbnik lwowski w latach 1724–1730.
10 grudnia 1733 roku przystąpił do konfederacji województwa ruskiego, zawiązanej w obronie wolnej elekcji Stanisława Leszczyńskiego.
Poseł województwa ruskiego na sejm zwyczajny pacyfikacyjny 1735 roku. Poseł ziemi lwowskiej na sejm 1740 roku.